# Izoglosa
Izoglosa (z greckiego) – ogólna nazwa linii na mapach w atlasach językowych.
Izoglosa określa terytorialny zasięg występowania jakiejś cechy językowej, np. mazurzenia w języku polskim. Wśród nich można wyróżnić: izofony, izomorfy i izoleksy.